# Bengt Broms (Bauingenieur)
Bengt Baltzar Broms (* 17. Juni 1928 in Örebro; † 3. Dezember 2023 in Stockholm) war ein schwedischer Bauingenieur für Geotechnik.
Broms studierte an der TH Chalmers in Göteborg, wo er 1952 seinen Abschluss machte, und an der University of Illinois at Urbana-Champaign, wo er 1954 seinen Master-Abschluss machte und 1956 promoviert wurde. Danach war er bis 1959 Forschungsingenieur bei Royal Dutch Shell in Houston. 1959 wurde er Associate Professor an der Cornell University. Ab 1964 war er wieder in Schweden als Direktor des Schwedischen Geotechnischen Instituts in Stockholm. Von 1974 bis 1982 war er Professor für Bodenmechanik und Felsmechanik an der Königlichen Technischen Hochschule in Stockholm und danach bis zu seiner Emeritierung 1995 Professor und Leiter der Abteilung Geotechnik und Vermessung an der TU Nanyang in Singapur.
Er befasste sich unter anderem mit Pfählen, Bodenverbesserung, Erdrutschen und ihrer Stabilisierung.
Von 1977 bis 1981 war er Vizepräsident der internationalen Gesellschaft für Geotechnik ISSMGE für Europa und 1985 bis 1989 deren Präsident.